# Bondern
Bondern ist ein Verfahren zur Oberflächenbehandlung von Metalloberflächen und zum Erzeugen einer Konversionsschicht durch Phosphatieren. Es dient dem Korrosionsschutz. Bei weiteren Bearbeitungsschritten wie dem Tiefziehen dient die erzeugte Phosphatierung als Gleitschicht.
Entwickelt wurde das Bondern für die militärische Nutzung, so werden die Ronden zur Fertigung von Geschosshülsen und Granatkörpern gebondert, um beim anschließenden Ziehen eine bessere Qualität (geringere Wandstärken, geringere Rissbildung) erreichen zu können. Gegebenenfalls können Arbeitsschritte zum Erreichen der gewünschten Endform eingespart werden.
Die Technologie hat sich inzwischen transformiert und wird heute vornehmlich bei Blechen für den Fahrzeugbau angewandt. Auch hier werden gebonderte Bleche wegen ihrer besseren Verformbarkeit bevorzugt eingesetzt. Die gebonderten Bleche werden inzwischen durch verzinkte Bleche verdrängt, die ein ähnliches Verhalten bei der kalten Umformung zeigen und über einen noch besseren Korrosionsschutz verfügen, jedoch nur mit speziellen Schweißtechniken verbunden werden können.